# Orde van de Vrijheid (Tsjecho-Slowakije)

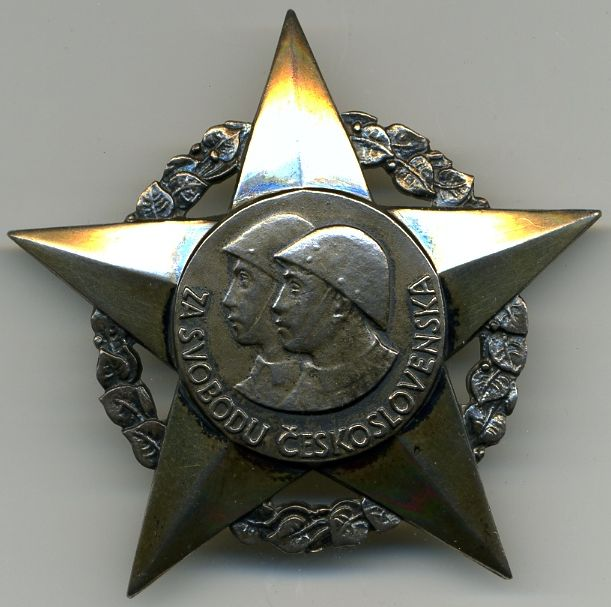
Medaille

Voor de Joegoslavische Orde van (de) Vrijheid of "Orden Sloboda" zie Orde van Vrijheid.
De Tsjecho-Slowaakse Militaire Orde van de Vrijheid (Tsjechisch: "Československý vojenský řád "Za svobodu""), werd op 2 april 1946 door de regering van Tsjecho-Slowakije ingesteld als decoratie voor bijzondere militaire verdiensten en persoonlijke dapperheid. De orde kon aan Tsjecho-Slowaken en vreemdelingen worden verleend. Deze orde is na de Officiersorde van Jan Zizka van Trocnova de hoogste Tsjecho-Slowaakse onderscheiding voor dapperheid geweest en zij is in 1945 aan de troepen die het land van de Duitse bezetting bevrijdden uitgereikt. Ook militairen, Tsjecho-Slowaaks of geallieerd, die dienstdeden in de geallieerde strijdkrachten en zo de Duitsers bestreden kwamen in aanmerking.
De orde bestaat uit een gouden ster en twee medailles. Er zijn geen ridders zodat men over "dragers" of desnoods "leden" van de orde kan spreken.
- De Gouden Ster[3] werd, zonder lint, op het uniform gespeld. Er is wel een baton.
- De Zilveren medaille werd aan een lint op de linkerborst gedragen.
- De Bronzen Medaille werd aan een lint op de linkerborst gedragen.

De ster heeft vijf punten en is op een krans van zilveren lindebladeren gelegd. Het centrale medaillon laat twee gehelmde soldaten zien met het ransschrift "ZA SVOBODU ČESKOSLOVENSKA" dat met "voor de vrijheid van Tsjecho-Slowakije" vertaald kan worden.
De medailles laten twee gehelmde soldaten zien met het randschrift "ZA SVOBODU ČESKOSLOVENSKA" dat met "voor de vrijheid van Tsjecho-Slowakije" vertaald kan worden. Op de keerzijde staan twee gekruiste zwaarden met een lindetak. Onder de gevesten is een rol met de data 1939 - 1945 geplaatst. Boven de zwaarden staat de Tsjecho-Slowaakse wapenspreuk "PRAVDA VÍTĚZÍ", "de waarheid overwint".
Het lint is blauw met een rood-witte bies. Men draagt een miniatuur van ster of medaille op het baton van de Ie en IIe Klasse. Deze orde werd na het opheffen van Tsjecho-Slowakije in 1990 niet formeel opgeheven maar zij komt evenmin voor in de lijst van onderscheidingen van Tsjechië of Slowakije. Men mag haar nog wel dragen.
| Batons              |                      |                |
| De Bronzen Medaille | De Zilveren medaille | De Gouden Ster |